# 26357 Лягерр
26357 Лягерр (26357 Laguerre) — астероїд головного поясу, відкритий 27 грудня 1998 року.
Тіссеранів параметр щодо Юпітера — 3,351.